# Austrochilus
Genre
Austrochilus est un genre d'araignées aranéomorphes de la famille des Austrochilidae.

## Distribution
Les espèces de ce genre se rencontrent au Chili et en Argentine.

## Liste des espèces
Selon World Spider Catalog (version 23.0, 06/04/2022) :
- Austrochilus forsteri Grismado, Lopardo & Platnick, 2003
- Austrochilus franckei Platnick, 1987
- Austrochilus manni Gertsch & Zapfe, 1955
- Austrochilus melon Platnick, 1987
- Austrochilus newtoni Platnick, 1987
- Austrochilus parwis Michalik & Wunderlich, 2017
- Austrochilus schlingeri Platnick, 1987

## Systématique et taxinomie
Ce genre a été décrit par Zapfe en 1955 dans les Hypochilidae. Il est placé en synonymie avec Thaida par Lehtinen en 1967. Celui-ci est placé dans les Austrochilidae par Marples en 1968. Il est relevé de synonymie par Forster, Platnick et Gray en 1987.

## Publication originale
- Zapfe, 1955 : « Filogenia y función en Austrochilus manni Gertsch y Zapfe (Araneae-Hypochilidae). » Trabajos del Laboratorio de Zoología, Facultad de Filosofía y Educación, Universidad de Chile, no 2, p. 1-53.